# Grodzany
Grodzany – część miasta Bychawa w Polsce położona w województwie lubelskim, w powiecie lubelskim.
W latach 1975–1998 miejscowość należała administracyjnie do województwa lubelskiego.
Wierni Kościoła rzymskokatolickiego należą do parafii św. Jana Chrzciciela i św. Franciszka z Asyżu w Bychawie.

## Historia
Według Słownika geograficznego Królestwa Polskiego z roku 1881, Grodzany stanowiły wieś w gminie i parafii Bychawa. W roku 1827 spis wykazał we wsi 8 domów zamieszkałych przez 64 mieszkańców.
14 października 1933 utworzono gromadę Grodzany w gminie Bychawa, składającą się ze wsi Grodzany i Bychawa A oraz ze wsi i kolonii Łęczyca.
1 stycznia 1958 stały się częścią Bychawy, w związku z przekształceniem gromady Bychawa (do której Grodzany przynależały od 1954 roku) w miasto.